# Аеродром Рајловац
Рајловац је војна база и аеродром у Босни и Херцеговини који се налази на око 12 километара северозападно од Сарајева, у градском насељу Рајловац. Рајловац је од 1919. до 1941. био војни аеродром ваздухопловства Краљевине Југославије. После рата Рајловац је био база Југословенског ратног ваздухопловства. У Рајловцу се од 1949. до 1992. налазио завод за ремонт и производњу авионских мотора. Од 1996. Рајловац је био важна војна база СФОР-а.

## Историја

### Ваздухопловна база
Историја базе почиње од 1904. када је Аустроугарска основала своју војну базу. Од 1919. до 1941. године, аеродром Рајловац био је војни аеродром Краљевине Југославије. На овом аеродрому постојала је и Аеропланска радионица Сарајево, која је била оспособљена за оправку авиона. У Априлском рату 1941. године, аеродром Рајловац бомардовала је више пута италијанско и немачко ваздухопловство. После капитулације Југославије, аеродром су користили немачки Вермахт и Зракопловством НДХ. Рајловац је остао војни аердром НДХ све до ослобођења Сарајева априла 1945. Аеродром Рајловац ослободиле су снаге 9. крајишке бригаде.

### Ремонтни завод и фабрика мотора
У јесен 1949. године, због стратешких и геополитичких разлога након разлаза са Информбироом, авио-радионица из Панчева је премештена на аеродром Рајловац. Са дислоцираном опремом из Панчева и затеченом опремом и уређајима, у објектима Аеропланске радионице у Рајловцу, настављен је рад и формирана је Авио-радионица бр. 169 - касније "Самостална ваздухопловна ремонтна радионица", па Ваздухопловни ремонтни технички завод (ВРТЗ) и, на крају, ВЗ "Орао“.
После рата у Босни и Херцеговини, ВЗ Орао је премештан у Бијељину.